# Gambler (Eric Woolfson)
Gambler è un album di Eric Woolfson dedicato al gioco d'azzardo, uscito nel 1997 e ripubblicato nel 2005. È tratto dal musical Gambler, basato tra l'altro anche su canzoni dal repertorio degli Alan Parsons Project, di cui Eric Woolfson era membro fondatore.

## Tracce
1. Fanfare – 0:30
2. Green Light Means Danger – 7:01
3. Love in the Third Degree – 4:14
4. When The World Was Young – 6:14
5. Games People Play – 5:21
6. The Golden Key – 4:49
7. Limelight – 7:11
8. 9 x 9 x 9 – 4:40
9. Halfway – 5:10
10. Eye in the Sky – 9:01
11. (You'll Be) Far Away – 4:21
12. Time – 7:19
13. Medley – 0:55